# Milena Vukotic
Milena Vukotic, född 23 april 1935 i Rom, är en italiensk skådespelerska.

## Utmärkelser
Vukotic vann Nastro d'argentos pris för bästa kvinnliga biroll 1994 för Fantozzi in paradiso.

## Rollista i urval
- 1961 – Möte i september
- 1965 – Julietta och andarna
- 1967 – Arabella
- 1970 – Mannen som kom på kaffe och…
- 1972 – Borgarklassens diskreta charm
- 1974 – Frihetens fantom
- 1975 – Blood for Dracula
- 1975 – Det gamla gänget
- 1977 – Begärets dunkla mål
- 1980 – Terrassen
- 1983 – Månen i rännstenen
- 1983 – Nostalghia
- 2004 – A Good Woman
- 2010 – Letters to Juliet